# Amoklauf (Film)
Der Film Amoklauf ist eine frühe Low-Budget-Produktion von Uwe Boll aus dem Jahr 1994.

## Handlung
Der Film reflektiert ausschnitthaft das Leben eines verbitterten Kellners, der alleinlebend und isoliert von der Außenwelt einen abgrundtiefen Hass auf seine Mitmenschen entwickelt.
Zu Hause sieht er sich endlose Wiederholungen von Quizshows an, um dann schließlich zu brutalen Gewaltfilmen überzugehen, die seine Mordgelüste zumindest teilweise befriedigen.
Als sich der Protagonist beim Masturbieren von seiner Nachbarin gestört fühlt, bringt er diese zunächst mit einem Messer um, befriedigt sich zu Ende und startet, befreit von allen Hemmungen, einen mörderischen Feldzug gegen alles Menschliche, was sich bewegt.

## Preise
Der Film wurde 1994 für den Max-Ophüls-Preis nominiert.

## Rezensionen
Im Lexikon des internationalen Films wird geurteilt, dass es sich bei dem Film keinesfalls um eine „Auseinandersetzung mit Reizüberflutung, Werteverlust und Gewalttätigkeit in einer zunehmend anonymeren Gesellschaft, sondern eine gedankenlose Aneinanderreihung äußerst krasser Szenen, die nicht auf Erkenntnis, sondern auf den Effekt zielen“ handele.
Die ungekürzte DVD-Veröffentlichung des Films ist in Deutschland seit 2011 indiziert.